# ليفادي
ليفادي (Λιβάδι) هي مدينة في لاريسا في مقاطعة فوريا إلادا في اليونان.